# Єгорівка (Куп'янський район)
Єго́рівка — село в Україні, у Куп'янському районі Харківської області. Входить до складу Кіндрашівської сільської громади. Населення становить 13 осіб. До 2020 року орган місцевого самоврядування — Гусинська сільська рада.

## Географія
Село Єгорівка знаходиться березі річки Гусинка (в основному на правому березі), вище за течією на відстані 2 км розташоване село Гусинка, нижче за течією на відстані 6 км розташоване село Новомиколаївка. На річці біля села знаходиться Гусинське водосховище.

## Історія
7 (20) листопада 1917 року, відповідно до Третього Універсалу Української Центральної Ради, увійшло до складу Української Народної Республіки.
12 червня 2020 року, відповідно до розпорядження Кабінету Міністрів України № 725-р «Про визначення адміністративних центрів та затвердження територій територіальних громад Харківської області», увійшло до складу Кіндрашівської сільської територіальної громади.